# تسورو آئوکی
تسورو آئوکی (انگلیسی: Tsuru Aoki؛ ۹ سپتامبر ۱۸۹۲ – ۱۸ اکتبر ۱۹۶۱) یک بازیگر اهل ژاپن بود. بازیگر ژاپنی صحنه و پرده سینما بود که در دوران فیلم صامت از دهه ۱۹۱۰ تا ۱۹۲۰ در ایالات متحده پربارترین حرفه او بود. آئوکی ممکن است اولین هنرپیشه آسیایی باشد که در فیلم‌های آمریکایی موفق به کسب رتبه اول شده‌است.

## بخشی از فیلمشناسی
| عنوان | سال  |
| ----- | ---- |
| گیشا  | ۱۹۱۴ |
| قحطی  | ۱۹۱۵ |
| نبرد  | ۱۹۲۳ |